# Lophochernes semicarinatus
Lophochernes semicarinatus är en spindeldjursart som beskrevs av Vladimir V. Redikorzev 1938. Lophochernes semicarinatus ingår i släktet Lophochernes och familjen tvåögonklokrypare. Inga underarter finns listade i Catalogue of Life.